# Carlo Luglio
Carlo Luglio (Napoli, 2 luglio 1967) è un regista e sceneggiatore italiano.

## Biografia
Dopo aver conseguito la Laurea in Storia del Cinema al DAMS di Bologna, ha realizzato due film  Capo Nord e Sotto la stessa luna oltre che una serie di documentari. Nel 2007  fonda con Gaetano Di Vaio,  Figli del Bronx Produzioni con la quale ha prodotto  i docufilm  Radici con protagonista Enzo Gragnaniello, Magma sui contadini delle tammurriate vesuviane. E il corto Ciao mamma per "L'altra faccia di Gomorra". Insegna Teoria e Metodo dei Mass Media e Storia del Cinema nelle accademie di belle Arti di Brera a Milano e di Napoli.

## Filmografia

### Regista
- Capo Nord (2003)
- Sotto la stessa luna (2005)
- Radici - documentario (2011)
- Il ladro di cardellini (2019)
- Dadapolis (2024)